# 遠山景善
遠山 景善（とおやま かげよし、明和7年（1770年） - 文政7年12月25日（1825年2月12日））は、江戸時代の幕臣。旗本遠山景好の子で、遠山景晋の養子（義弟）。妻は滝川一昌の娘。子に堀田景寿、養子に遠山景元。通称は房五郎、九十郎。
父が景晋を養子に迎えた明和4年（1767年）から3年後に生まれたが、既に義兄景晋が世継ぎと定められていたため、寛政6年（1794年）3月6日に義兄が昌平坂学問所の学問吟味試験を最優秀で取ったことを機に養子に届け出され、7月11日に受理された。
景晋の実子・景元はそれから2ヶ月後の9月17日に出生と江戸幕府に届け出された（実際の出生月日である寛政5年8月23日（1793年9月27日）を詐称）。
寛政8年（1796年）に九十郎と改名、享和3年（1803年）に義弟景元を養子に迎えるが、この関係で系図上景元は景晋の孫ということになってしまった。後に景元が家出して放蕩生活を送ったのはこの複雑な家庭事情が理由だとされる。
文化10年（1813年）、小納戸吟味を受け、文政2年（1819年）4月15日に西丸書院番に編入されたが、文政7年12月25日、景晋に先立って死去。享年55。
景善には景寿という実子がいたが、旗本堀田彦三郎家に養子に出された。景善の死から1年後、景元は景晋の跡継ぎとして幕府に出仕、勘定奉行、北町奉行、大目付、南町奉行を歴任していった。
墓所は東京都豊島区巣鴨の本妙寺、法名は真善院殿速悟日得居士。

## 系譜
- 父：遠山景好
- 母：不詳
- 養父：遠山景晋
- 妻：滝川一昌の娘
- 生母不明の子女
  - 男子：堀田景寿
- 養子
  - 男子：遠山景元（遠山景晋の子）

## 旗本・遠山金四郎家の知行所
- 上総国夷隅郡岩熊村の内 300石
- 下総国豊田郡今泉村の内 217石6斗5升7合196・樋橋村の内　53石2斗5升9合399・中居指村の内　2石4斗1升9合